# Diadumeniano
Marco Opelio Antonino Diadumeniano (en latín, Marcus Opellius Antoninus Diadumenianus) o Diadumeniano (14 o 19 septiembre de 208-junio 218) fue el hijo y el cogobernante del emperador romano Macrino. Su madre fue Nonia Celsa, cuyo nombre puede ser fictio. Diadumeniano ejerció el cargo de césar en mayo de 217 hasta el mismo mes del 218 cuando Heliogábalo se rebeló y, de este modo, fue ascendido a coemperador. Después de la derrota de Macrino en la batalla de Antioquía del 8 de junio de 218, Diadumeniano fue enviado a la corte de Artabano IV para garantizar su seguridad, sin embargo, fue capturado y ejecutado en el camino, a fines de junio.

## Biografía
Diadumeniano nació el 14 de septiembre de 208 con el nombre de Marco Opelio Diadumeniano, hijo de Macrino, un prefecto del pretorio de origen bereber, y su esposa Nonia Celsa, cuya existencia es discutida. Su padre se declaró así mismo emperador tres días después del asesinato del emperador Caracalla. Poco después, Diadumeniano fue elevado al cargo de césar en Zeugma, mientras su guardia lo escoltaba desde Antioquía hasta Mesopotamia para reunirse con su padre. También se le otorgó el nombre de Antonio, en honor a la dinastía Antonina.
El 16 de mayo de 218 se inició una revuelta contra Macrino en Emesa liderada por Heliogábalo, un pariente de Caracalla a través de su madre, Julia Soemias, quien era prima de dicho emperador. Para sofocar la revuelta, Macrino llevó a sus legiones al fuerte pretoriano de Apamea. Una vez allí, elevó a su hijo a la posición de augusto y le hizo coemperador.
Después de la derrota en la batalla de Antioquía por Heliogábalo, Macrino huyó al norte del Bósforo, pero antes, confió a Diadumeniano a sirvientes leales y les ordenó que lo llevaran al Imperio parto, a la corte de Artabano IV, para garantizar su seguridad, pero fue capturado por el camino en Zeugma y ejecutado a finales de junio. Su cabeza fue enviada a Heliogábalo, y según varios informes, la conservó como trofeo.

## Numismática

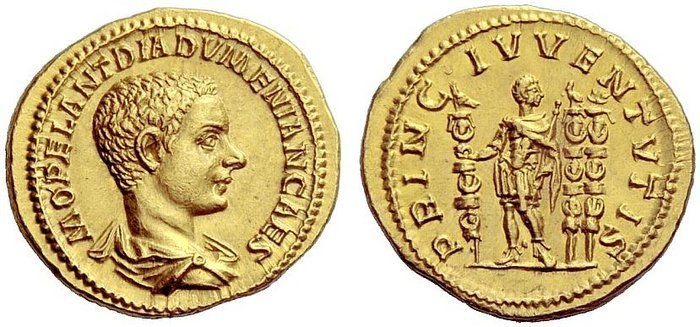
Áureo de Diadumeniano.
Reverso: Macrino y Diadumeniano.

Se acuñó una gran cantidad de monedas para Diadumeniano como césar, aunque en menor cantidad que las acuñadas por su padre. Las monedas en las que se lo representa como augusto son extremadamente limitadas, y las únicas conocidas son denarios, lo que ha llevado a la sugerencia, propuesta por primera vez por el numismático Curtis Clay, que se hicieron gran cantidad de monedas para Diadumeniano, pero fueron fundidas rápidamente cuando se difundió la noticia de la derrota de Macrino. Cabe destacar que existen algunas monedas provinciales orientales de la época que dan a Diadumeniano el título de sebastos, en ese momento el equivalente griego del augusto romano.
En cuanto a monedas de oro, a nombre de Diadumeniano fue emitido un áureo con su imagen en el anverso y a Spes de pie en el reverso, y un medio áureo con su efigie en el anverso y en el reverso un cetro y un estandarte.